# 李建东
李建东（1962年10月—），西安电子科技大学教授，主要从事通信方面的研究工作。入选中华人民共和国教育部2008年度"长江学者"特聘教授。曾任西安电子科技大学研究生院常务副院长、通信工程学院院长。